# Homo
Homo (del latín homo, 'hombre', 'humano') es un género de primates homínidos de la tribu Hominini que se caracteriza por ser bípedo y plantígrado, con pies no prensiles con primer dedo alineado con los restantes, hipercefalización y una verticalización completa del cráneo. El término agrupa a las especies consideradas humanas o que llevan el apelativo de «hombre», por lo que incluye al ser humano moderno (Homo sapiens) y a sus más cercanos parientes. La antigüedad del género se estima en 2,8 millones de años (Homo habilis/Homo rudolfensis). Todas las especies, a excepción de Homo sapiens, están extintas. Los supervivientes más recientes han sido Homo neanderthalensis en Europa, que se extinguió hace menos de 30 000 años, Homo floresiensis en Indonesia, que sobrevivió hasta hace poco más de 50 000 años, y el llamado hombre de la cueva de los ciervos en China, desaparecido hace cerca de 11 000 años.
Entre las características que llevaron a separar Homo habilis del género Australopithecus destacan el tamaño del cráneo y, más importante aún, la capacidad de crear herramientas y conservarlas para un futuro uso.

## Evolución biológica del géneroHomo
El recorrido por la variabilidad de las primeras formas de Homo ilustra bien la complejidad de fijar un origen del aspecto humano y dibujar un árbol evolutivo, pues hay un gran vacío en el registro fósil dentro del período de 2-3 millones de años que rompe el planteamiento lineal porque las dataciones indican caminos evolutivos muy diferentes y, por tanto, la evolución de la morfología humana es en mosaico. La aparición del género Homo está sometida a varias interpretaciones. Las teorías ofrecidas por los expertos colocan a las diferentes especies Homo en una misma época. Por otro lado, estas interpretaciones son temporales y dependen de las investigaciones sobre los hallazgos fósiles encontrados hasta ahora, por lo cual, los nuevos descubrimientos producirán, inevitablemente, cambios en las teorías sobre la evolución humana desarrolladas sucesivamente. Aun así, se expone a continuación una versión más o menos aceptada por la mayoría de la comunidad académica.
Hasta ahora, las herramientas olduvayenses más antiguas atribuidas a Homo, fueron encontradas en Gona (Etiopía) y datan de 2,6 a 2,5 millones de años. En Hadar (Etiopía) fue encontrado en 1994 un maxilar (AL 666-1), cuyas características indican que podría haber pertenecido a un Homo y que data de hace 2,33 millones de años.
Una de las teorías que explicarían el desarrollo del cerebro de Homo, unido a la utilización de herramientas, es la teoría del tejido costoso, que sostiene que debido a una disminución de superficie de selva, los primeros Homo serían carroñeros y comerían el tuétano de los huesos, ayudándose de herramientas de piedra. Hay una relación inversa entre el grado de encefalización y el tamaño del aparato digestivo, por lo que este al acortarse, por una dieta más carnívora, pudo facilitar el aumento del tamaño del cerebro.
Cronológicamente, Homo habilis podría ser el primero de nuestros antepasados Homo. Los restos más antiguos que con certeza pertenecen a esta especie, datan de hace unos 1,8 millones de años y su nombre, "hombre hábil", se debe a que se le adjudica cierto manejo en la elaboración de útiles de piedra. Se cree que convivió con los diferentes tipos de Australopithecus y que fue precisamente la presión ejercida por el género Homo lo que hizo desaparecer a los australopithecinos. Sin embargo, a pesar de la aparente superioridad tecnológica del Homo habilis sobre sus antecesores, las diferencias anatómicas eran relativamente escasas, aunque poseían un cerebro ligeramente más grande que los homininos anteriores.
Según las hipótesis tradicionales, el H. habilis evolucionó hace unos 1,5 millones de años hacia el Homo erectus, especie que llegó a habitar gran parte del Viejo Mundo, desde África hasta China e Indonesia. Sin embargo se cree que tres especies de Homo habrían convivido entre hace 1,78 y 2,03 millones de años, Homo erectus, H. habilis y H. rudolfensis.
H. erectus comenzó a ser remplazado por formas arcaicas de Homo sapiens entre hace 400 y 250 mil años en distintas zonas geográficas. Este Homo sapiens arcaico, poseía un cerebro más grande aunque todavía mantenía similitudes físicas con el Homo erectus.
Debido a los descubrimientos en la Sima de los Huesos en Atapuerca, en 1994, aparecen dos líneas evolutivas y a los estudios genéticos, hoy se tiene la perspectiva de dos líneas evolutivas. La primera desarrollada en el occidente de Asia y Europa desembocó en el Homo heidelbergensis y después de este en el Homo neanderthalensis; y la segunda, desarrollada originalmente en el interior de África, devino en el Homo rhodesiensis o el Homo helmei y posteriormente en el Homo sapiens. Esta teoría deja abierto el debate sobre el lugar de origen del Homo erectus y su relación con las especies Homo ergaster y Homo georgicus.
La hipótesis de si las dos líneas son dos evolutivas es coherente con los estudios genéticos que sustentan la teoría del origen único en África del Homo sapiens, y en cambio se opone a la hipótesis del origen multirregional, que supone la aparición simultánea del H. sapiens en Asia y África.
Tras el estudio del ADN mitocondrial y del genoma del homínido de Denisova, ha quedado claro además, que una tercera especie, diferente de H. neandertalis y de H. sapiens, sobrevivió en Asia hasta hace 40 000 años. No se sabe aún cuál fue la relación de esta especie con H. erectus ni con fósiles de China y Java que antes se consideraban sapiens arcaicos. En cuanto a la especie Homo floresiensis, que sobrevivió hasta hace unos 50 000 años, se consideraba inicialmente resultado de una adaptación especializada de H. erectus en un hábitat limitado, pero el estudio de sus extremidades indujo a pensar que no procedía de Homo erectus, sino de algún otro homínido anterior, cuya dispersión en el sudeste de Asia aún no está documentada, o directamente de Homo georgicus o de una rama de Homo habilis. También se ha documentado en Asia la presencia de los llamados Hombres de la cueva de los ciervos.

## Especies
- Homo habilis † - "Hombre hábil"
- Homo naledi † - "Hombre estrella"
- Homo gautengensis † - Hombre de Gauteng (Sudáfrica)
- Homo rudolfensis † - Hombre del Lago Rodolfo (act. Lago Turkana, Kenia/Etiopía)
- Homo ergaster † - "Hombre trabajador"
- Homo georgicus † - Hombre de Georgia
- Homo erectus † - "Hombre erguido"
- Homo antecessor † - "Hombre explorador" - "el que va delante"
- Homo cepranensis † - Hombre de Ceprano (provincia de Frosinone, Italia)
- Homo floresiensis † - Hombre de Flores (Isla de Flores, Indonesia)
- Homo luzonensis † - Hombre de la isla Luzón (Cueva del Callao, Filipinas)
- Homo heidelbergensis † - Hombre de Heidelberg
- Homo neanderthalensis † - Hombre de Neandertal
- Homo rhodesiensis † - Hombre de Rodesia
- Homo helmei † - Hombre de Florisbad (Sudáfrica)
- Homo tsaichangensis † - (Taiwán)
- Homínido de Denísova † - (Rusia)
- Hombres de la cueva de los ciervos † - (China)
- Homo sapiens - "Hombre sabio" - Humano actual.

No todas las especies están plenamente aceptadas por la comunidad científica. Así H. ergaster es considerado por algunos autores como H. erectus; los escasos restos de H. cepranensis plantean numerosos interrogantes; H. tsaichangensis es el taxón asignado a una mandíbula fósil encontrada en Taiwán; se cuestiona si H. georgicus es una especie diferente o debe clasificarse como H. erectus; varios expertos consideran que H. rhodesiensis es una variante africana de heidelbergensis; H. helmei es una especie hipotética, a la que pertenecería un grupo de fósiles de transición hacia H. sapiens; se discute si H. floresiensis es una rama insular tardía de H. habilis o formas patológicas de H. sapiens.
Homo heildelbergensis y H. neanderthalensis están muy emparentados y han sido considerados con frecuencia como subespecies de H. sapiens, pero análisis de ADN mitocondrial de los fósiles del H. neanderthalensis sugieren que la diferencia existente es suficiente para denominarlos como dos especies diferentes. Y sobre el homínido de Denísova y los hombres de la cueva de los ciervos, es posible que se traten de híbridos o subespecies de H. sapiens. Hay que añadir, además, la especie descrita el año 2021  Homo longi.[cita requerida]